# Kościół św. Bartłomieja w Sławsku Wielkim
Kościół świętego Bartłomieja w Sławsku Wielkim – rzymskokaolicki kościół parafialny należący do parafii pod tym samym wezwaniem (dekanat kruszwicki archidiecezji gnieźnieńskiej).
Obecna świątynia została zbudowana w 1760 roku na miejscu poprzednich, drewnianych. Spłonęła w 1819 roku, następnie została odbudowana. Jej konsekracja miała miejsce w dniu 29 kwietnia 1824 roku. Kościół jest murowany, wybudowany z cegły w stylu późnobarokowym, orientowany, charakteryzuje się zamkniętym, trójkątnym prezbiterium. Bryła świątyni nakryta jest dachami siodłowymi, natomiast nad nawą jest umieszczona ośmiokątna wieżyczka z sygnaturką. Najcenniejszym zabytkiem kościoła jest gotycka figura Matki Bożej z Dzieciątkiem, pochodząca z XV wieku. Cenne są również: ołtarz główny z rzeźbą ukrzyżowanego Chrystusa oraz dwa późnobarokowe ołtarze boczne, powstałe w okresie budowy świątyni, ozdobione malowanymi obrazami.